# Municipio de Fall Creek (condado de Madison)
El municipio de Fall Creek (en inglés: Fall Creek Township) es un municipio ubicado en el condado de Madison en el estado estadounidense de Indiana. En el año 2010 tenía una población de 14695 habitantes y una densidad poblacional de 134,23 personas por km².

## Geografía
El municipio de Fall Creek se encuentra ubicado en las coordenadas 39°59′42″N 85°43′56″O / 39.99500, -85.73222. Según la Oficina del Censo de los Estados Unidos, el municipio tiene una superficie total de 109.48 km², de la cual 108.72 km² corresponden a tierra firme y (0.69%) 0.76 km² es agua.

## Demografía
Según el censo de 2010, había 14695 personas residiendo en el municipio de Fall Creek. La densidad de población era de 134,23 hab./km². De los 14695 habitantes, el municipio de Fall Creek estaba compuesto por el 86.23% blancos, el 11.46% eran afroamericanos, el 0.22% eran amerindios, el 0.5% eran asiáticos, el 0.05% eran isleños del Pacífico, el 0.76% eran de otras razas y el 0.78% pertenecían a dos o más razas. Del total de la población el 1.86% eran hispanos o latinos de cualquier raza.